# Valentin Glusjko
Valentin Petrovitj Glusjko ((russisk): Валентин Петрович Глушко) (født 20. august 1908, død 10. januar 1989) var en sovjetisk raketkonstruktør. Han korresponderede med "rumfartens fader" Konstantin Tsiolkovskij og var en af verdens bedste konstruktører af raketmotorer. I 1939 blev han dømt til otte år i Gulag men han blev benådet i 1944 da han skulle bruges til at udvikle raketmotorer drevet af flydende brændstoffer. Han udviklede raketmotorer til andre raketkonstruktører og i 1974 overtog han Sovjetunionens bemandede måneprogram. Hans første opgave var at omstrukturere ressourcerne til en sovjetisk rumfærge. Da han døde havde den kraftige Energijaraket fløjet to gange uden større problemer. Buranrumfærgen fløj med den anden gang.
Hans drøm var at etablere månebasen Vulkan.
Han blev 1994 hædret af den Internationale Astronomiske Union, som opkaldte månekrateret Glushko på Månens forside efter ham. 

## Design
- RD-101
- RD-103
- RD-107
- RD-108
- RD-110

| Rumfart | Spire Denne artikel om rumfart er en spire som bør udbygges. Du er velkommen til at hjælpe Wikipedia ved at udvide den. |